# Breitnau
Breitnau – miejscowość i gmina w Niemczech, w kraju związkowym Badenia-Wirtembergia, w rejencji Fryburg, w regionie Südlicher Oberrhein, w powiecie Breisgau-Hochschwarzwald, wchodzi w skład wspólnoty administracyjnej Hinterzarten. Leży w Schwarzwaldzie, ok. 30 km na wschód od Fryburga Bryzgowijskiego i ok. 10 km od Titisee-Neustadt.